# Mesoleptus intermixtus
Mesoleptus intermixtus är en stekelart som först beskrevs av Forster 1876.  Mesoleptus intermixtus ingår i släktet Mesoleptus och familjen brokparasitsteklar. Inga underarter finns listade i Catalogue of Life.